# JALドリームエクスプレス

JALドリームエクスプレス21

JALドリームエクスプレス (JAL Dream Express) は、日本航空 (JAL) のディズニーキャラクター特別塗装機（ラッピング飛行機）の愛称である。日本航空は東京ディズニーリゾートのオフィシャルエアラインを務めており、ウォルト・ディズニー・ジャパンおよびオリエンタルランドとのタイアップ企画として期間限定で就航している。本項では、日本航空グループにおける歴代のディズニーキャラクター特別塗装機についても記述する。

## JALドリームエクスプレス (初代)
1994年8月から1995年12月に就航。国際連合が制定した1994年の国際家族年に因み、家族旅行客の需要喚起を図るべく知名度の高さや老若男女に親しまれている点からディズニーキャラクターの起用を決定。デザインは機体を雲に見立てた白を基調に上半分の一部に空を表す水色のカラーリングで、ミッキーマウス、ミニーマウス、グーフィー、ヒューイ・デューイ・ルーイ、プルート、デイジーダック、ドナルドダックのイラストと後方にはシンデレラ城をあしらい、左側に旅へ出発するイメージと右側に旅から帰るイメージを描き、内装や客室乗務員の制服にもディズニーキャラクターをあしらった。垂直尾翼にはJALのロゴに加え旅行客姿のミッキーマウスのイラストをあしらった"Disney on Tour"のエンブレム表記が描かれた。
- ボーイング747-146B：JA8142
- ボーイング747-146B/SUD：JA8170[2]
- ボーイング767-346：JA8397,JA8398,JA8399

JALドリームエクスプレス B747-100 （JA8142）
JALドリームエクスプレス B747-100SUD （JA8170）
JALドリームエクスプレス B767-300（JA8397）

## JALドリームエクスプレス21
ウォルト・ディズニー生誕100周年と日本航空創立50周年、そしてディズニーランド同様にJALが公式スポンサーとなった東京ディズニーシーの開園を記念した企画として2001年に登場。国内線向けに5機、国際線向けに1機、計6機のボーイング747-400（国内線向けは747-446D、国際線向けは747-446）が抜擢され、2002年まで国内幹線と近距離国際線に就航した。
胴体には「ウォルト・ディズニー生誕100周年の魔法」(Walt Disney 100 year of Magic)と表記、垂直尾翼はワインレッドをベースに"JAL 50th Anniversary"と表記されたほか、マーチン2-0-2とボーイング747-400のシルエットが入っていた。また、"Tokyo DisneySEA"号とデザインを一般公募した"Dream Story"を除いてアレンジは異なるものの東京ディズニーランドのシンボルであるシンデレラ城が機体後方に描かれている。
アッパーデッキのある機体前部にはミッキーマウスとミニーマウスが描かれた。
- 1号機：JA8908 "FRIENDS"
友情がテーマで基調色は白。描かれたキャラクターはプルート、グーフィー、ドナルドダック・デイジーダック・ヒューイ・デューイ・ルーイ。
- 2号機：JA8904 "SWEET"
恋愛がテーマで基調色はピンク。描かれた作品はラブストーリーものが選ばれ、アラジン、シンデレラ、リトル・マーメイド、美女と野獣、ピーター・パン。
- 3号機：JA8083 "FAMILY"
家族がテーマで基調色は青。描かれた作品は家族愛を意識したものが選ばれ、バンビ、ピノキオ、ダンボ、101匹わんちゃん。
- 4号機：JA8912 "Tokyo DisneySEA"
4号機は唯一国際線に就航し、他の5機とは違いウィングレットを装着した機材であった。
- 5号機：JA8905 "Tokyo DisneySea"
東京ディズニーシーのPRを兼ねるため側面に他作品のキャラクターは登場せず。
- 6号機：JA8084 "Dream Story"
基調色は黄。この機体のみ一般公募のデザインがベースとなった。

FRIENDS号
SWEET号
FAMILY号
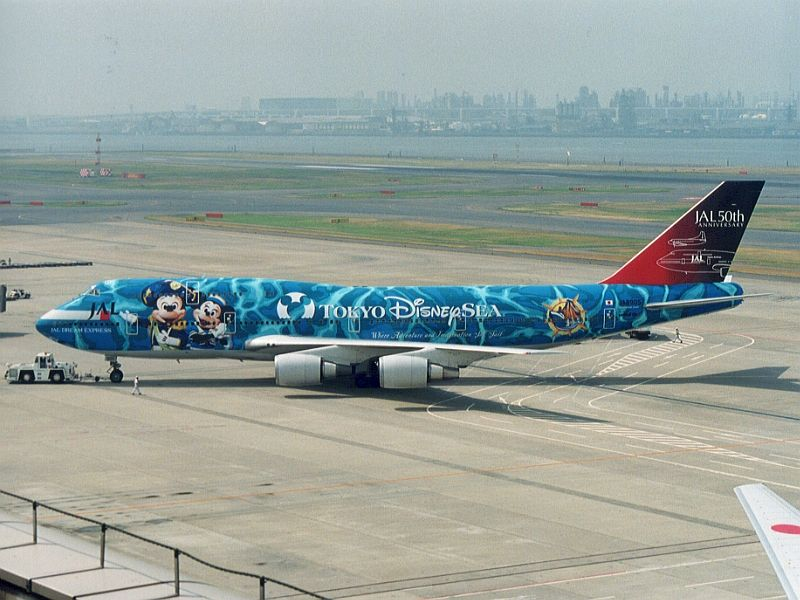
Tokyo DisneySEA号（国内線用）
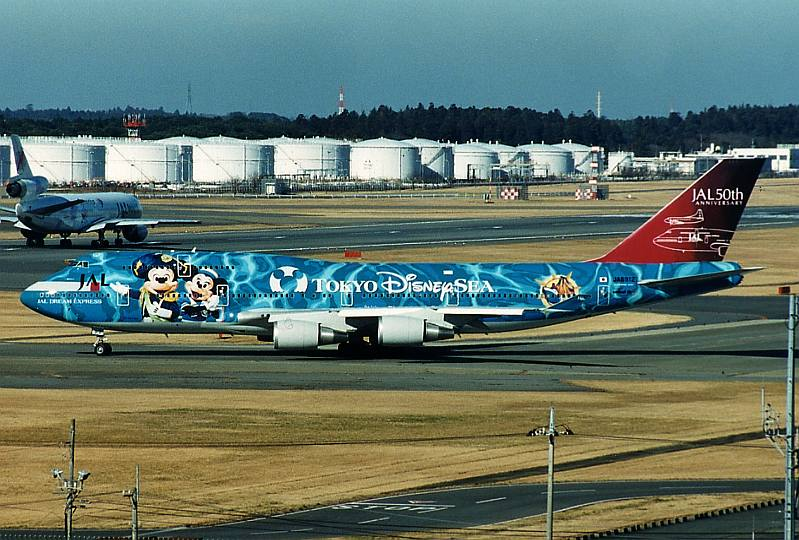
Tokyo DisneySEA号（国際線用）
Dream Story号

## JALハピネスエクスプレス
東京ディズニーリゾート開園30周年を記念して2013年に登場。2機のボーイング777-200と4機のボーイング737-800に施され、いずれも国内線に就航した。
ボーイング777は2機とも同一のデザインで、ミッキーマウス・ミニーマウス・ドナルドダック、プルート、グーフィーが描かれていたが、ボーイング737はミッキーマウスとドナルドダック（JA329J,JA339J）、ミニーマウスとデイジーダック（JA330J,JA332J）を描いたデザインが各2機ずつ就航した
。
- ボーイング777-246：JA8985（1号機）,JA772J（2号機）
- ボーイング737-846：JA339J（3号機）,JA329J（4号機）,JA330J（5号機）,JA332J（6号機）

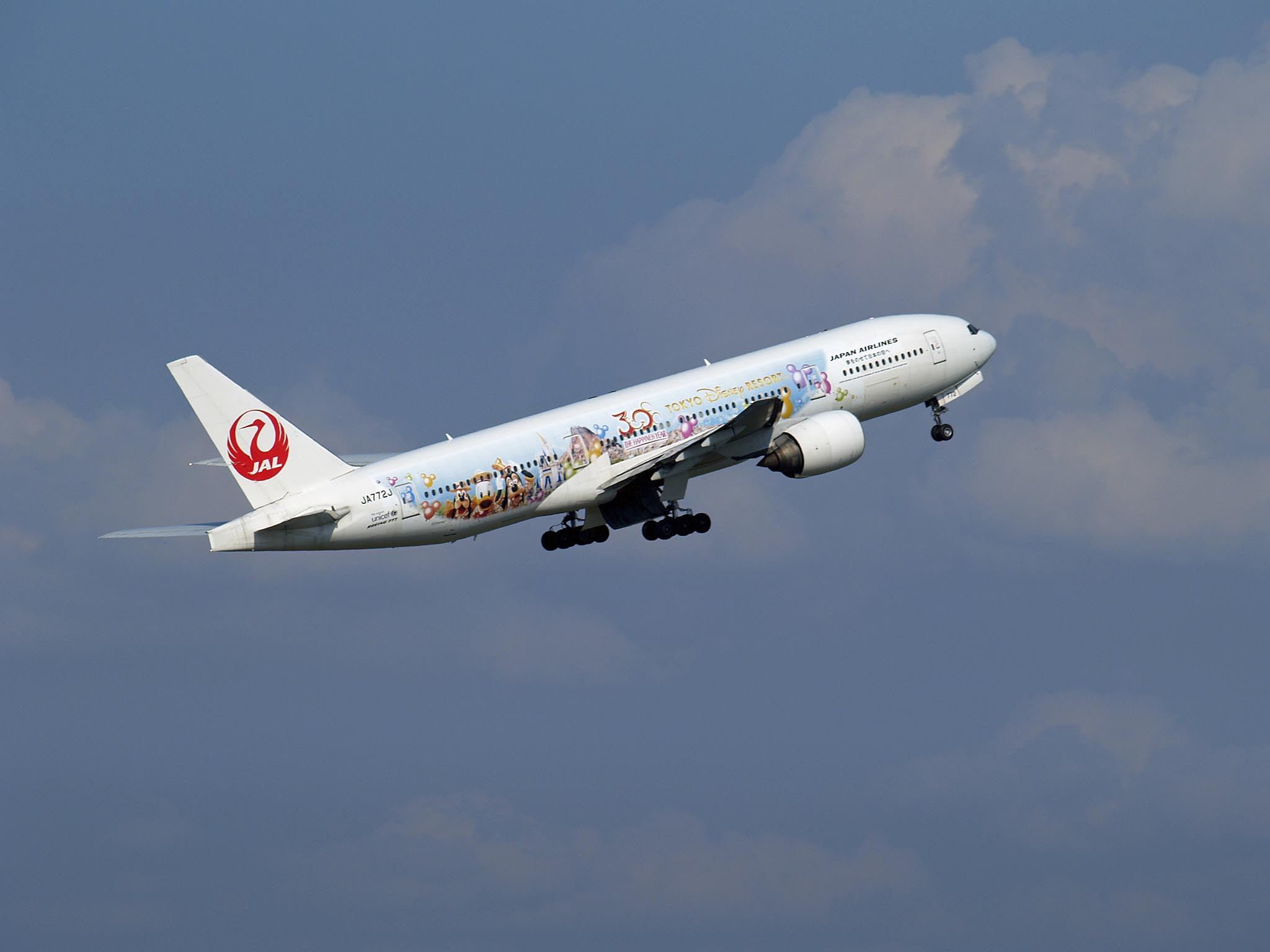
JALハピネスエクスプレス B777-200 (JA772J)
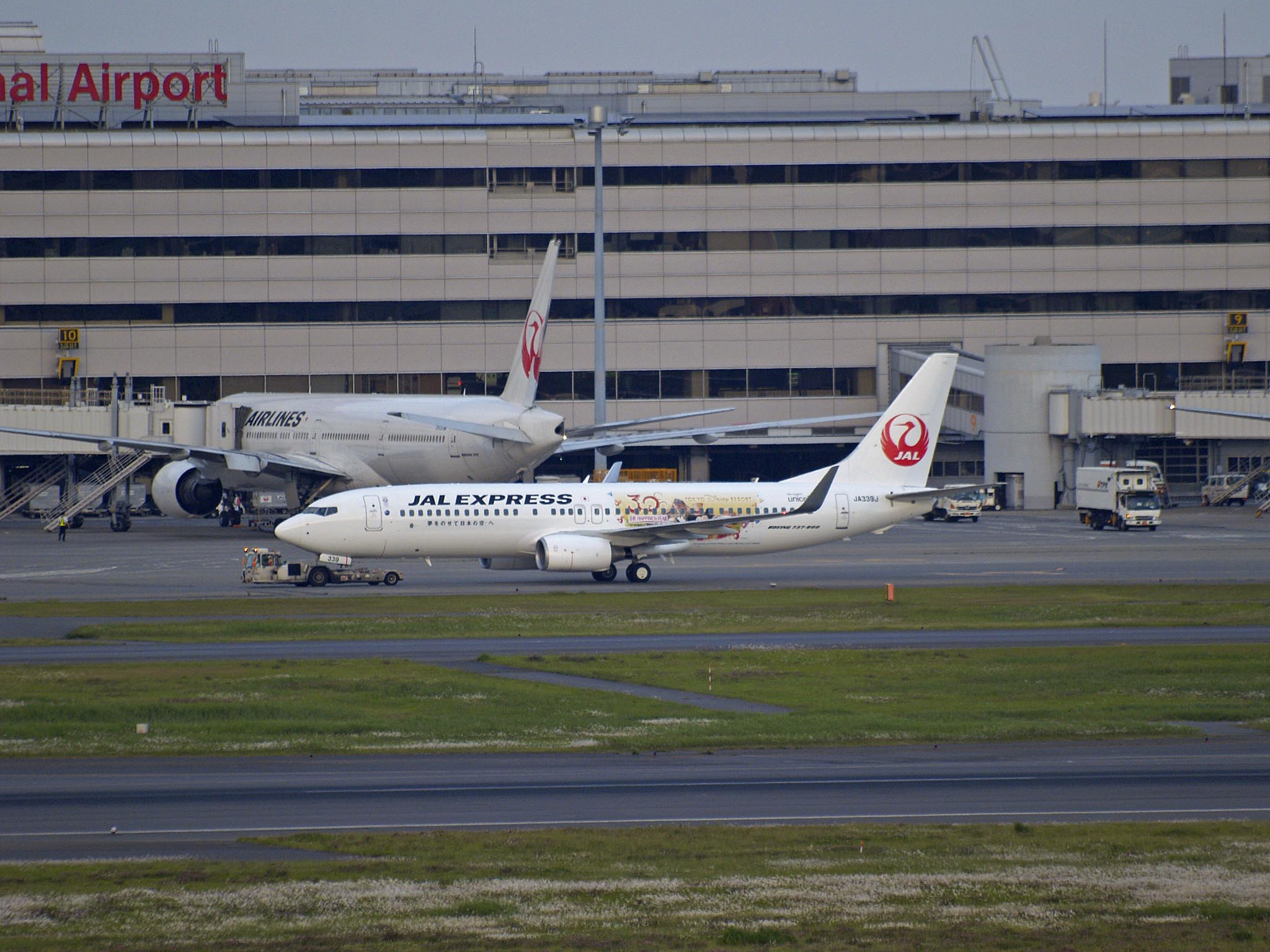
JALハピネスエクスプレス B737-800(JA339J)
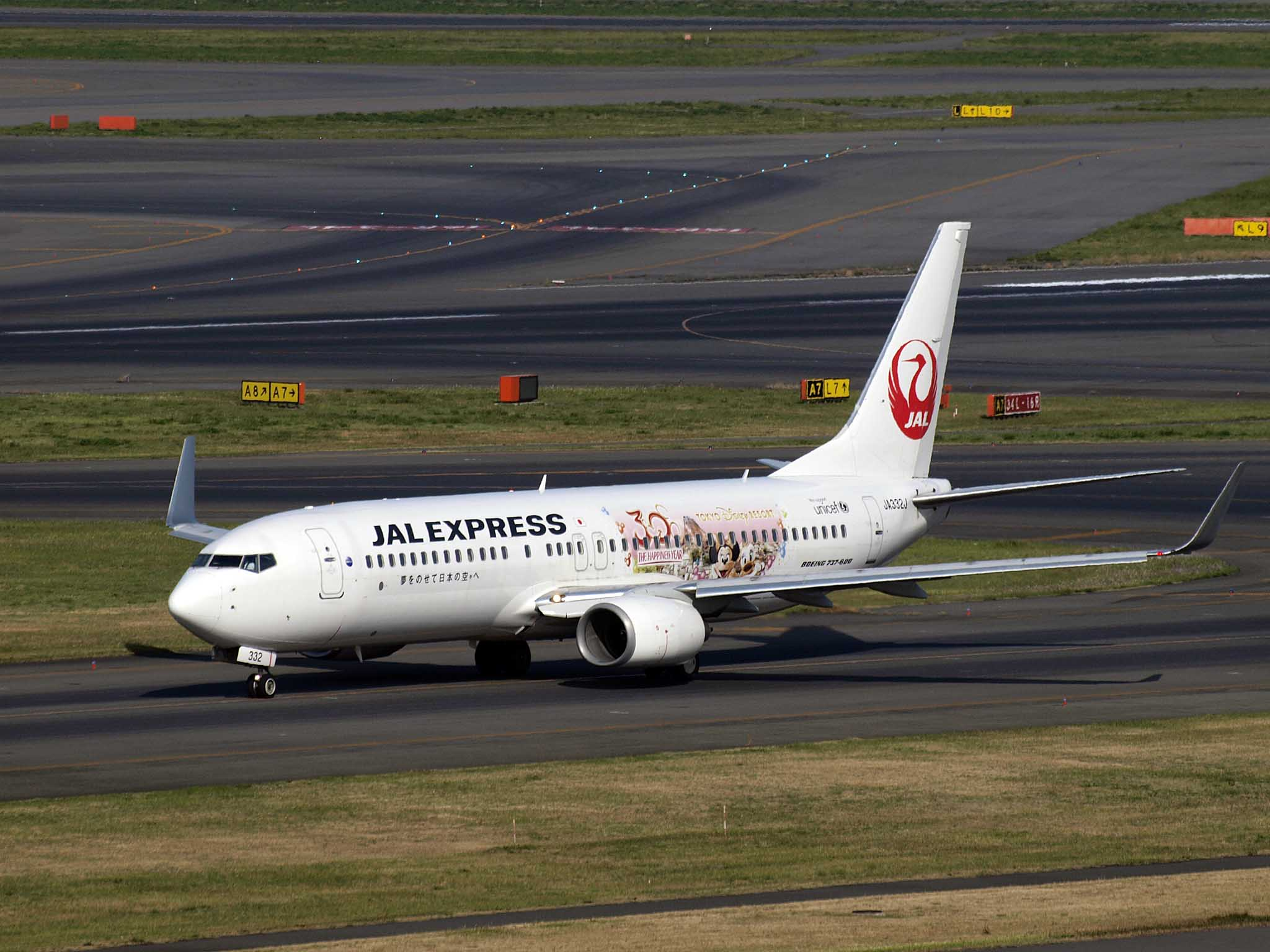
JALハピネスエクスプレス B737-800(JA332J)

## JALハッピージャーニーエクスプレス
東京ディズニーシーのダッフィー登場10周年を記念した「ジャーニー・ウィズ・ダッフィー Your Friend Forever」タイアップ企画の一環として2015年に登場。4機のボーイング737-800に施され、7月14日より順次国内線に就航した。これまではデザインが複数設定されたが、今回はいずれも同じデザインを採用した
。
- ボーイング737-846：JA318J（1号機）,JA327J（2号機）,JA341J（3号機）,JA314J（4号機）

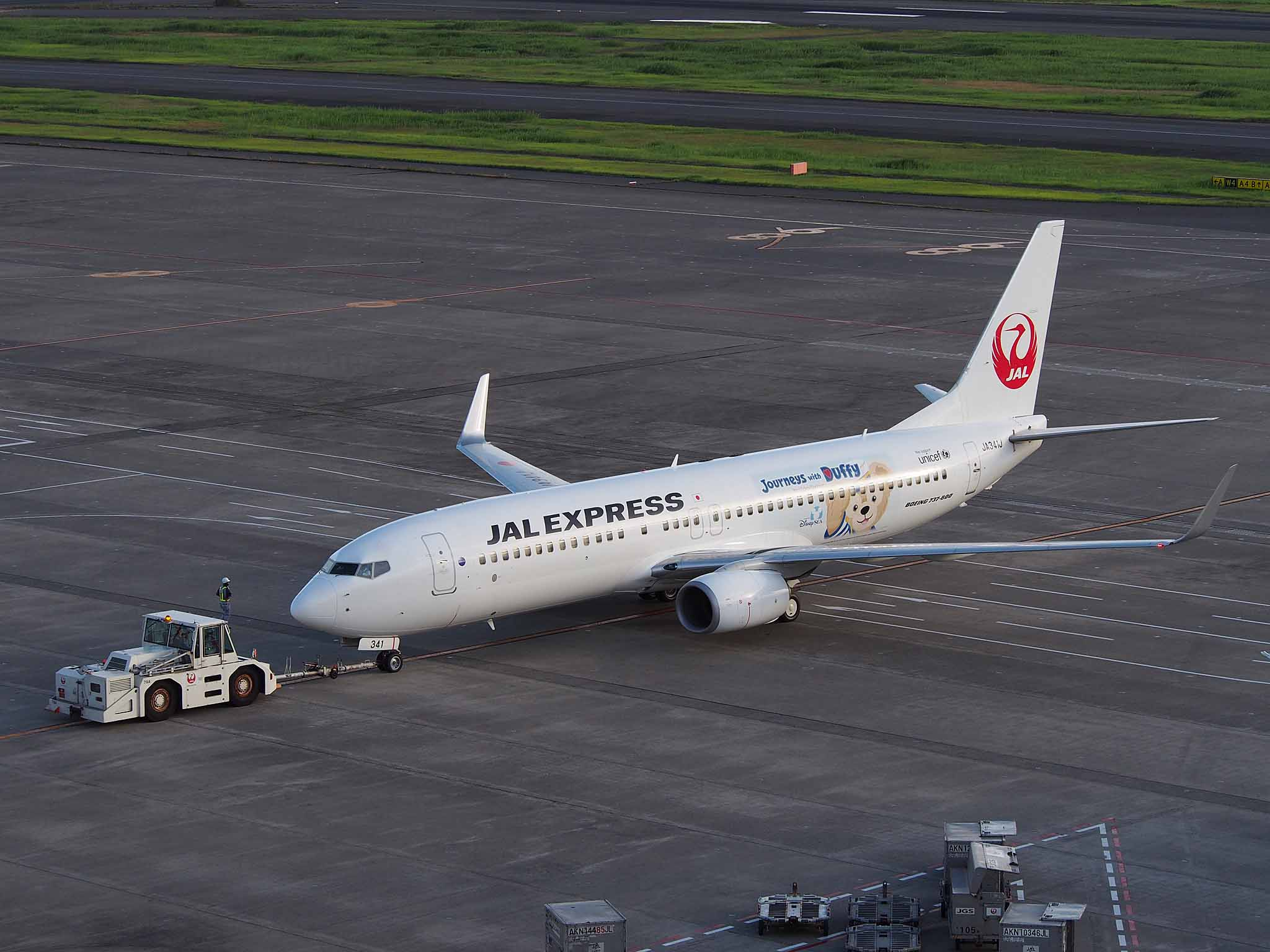
JALハッピージャーニーエクスプレス B737-800(JA341J)

## JALセレブレーションエクスプレス
東京ディズニーリゾート開園35周年を記念して2018年に登場。1機のボーイング767-300ERに施され、6月22日より2019年3月まで国内線に就航した。機体にはミッキーマウス・ミニーマウス・ドナルドダック、プルート、グーフィーが描かれていた。
- ボーイング767-346ER：JA612J

JALセレブレーションエクスプレス B767-300（JA612J）

## JALドリームエクスプレス90
ミッキーマウスのスクリーンデビュー90周年を記念して2018年に登場。1機のボーイング767-300ERに施され、11月12日より2020年2月まで国内線に就航した。今回は表情の異なるミッキーマウスが左右で各5パターン描かれ、ミニーマウスを含めた他のディズニーキャラクターは描かれなかった。
- ボーイング767-346ER：JA602J

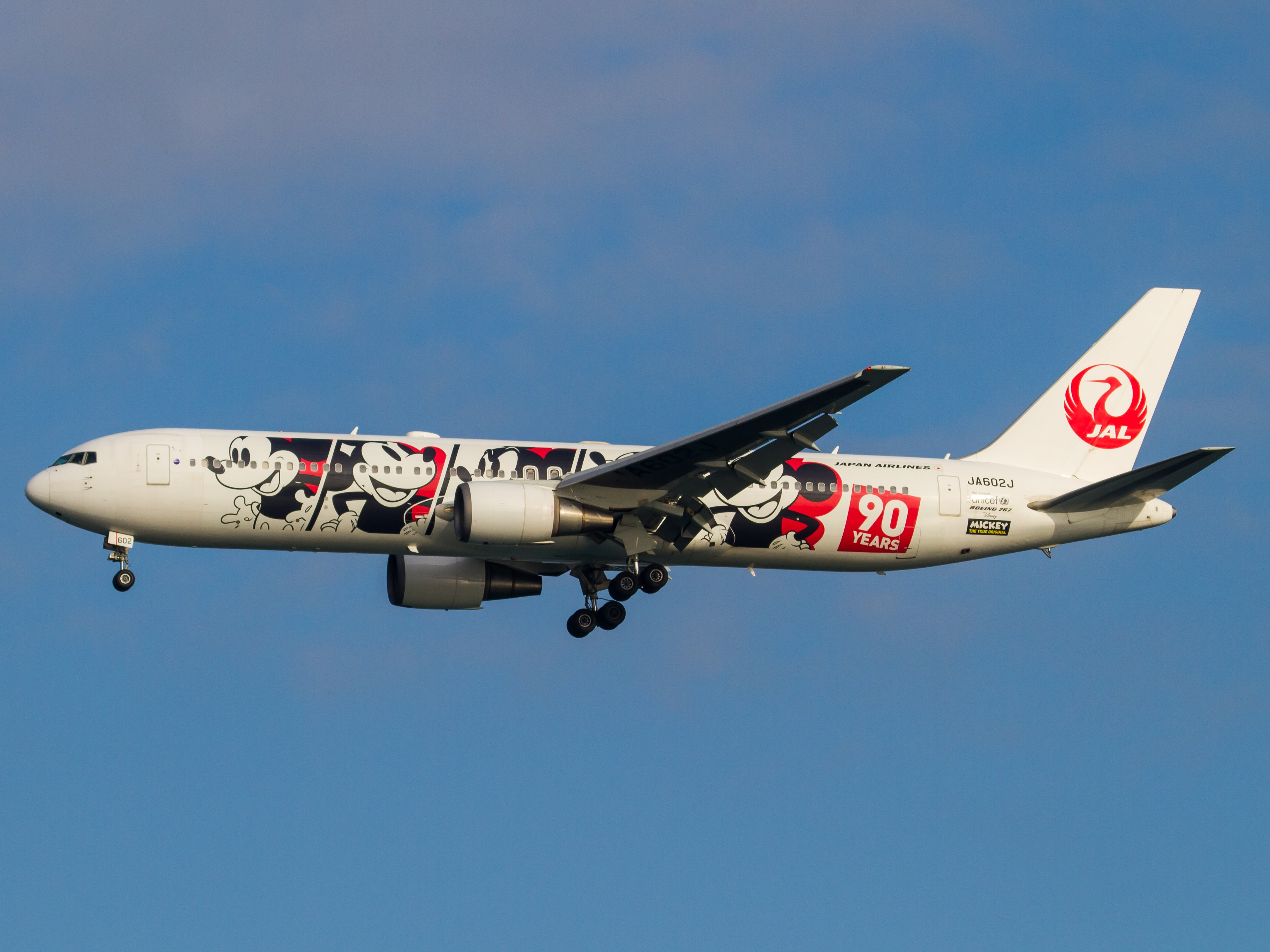
JALドリームエクスプレス90 B767-300（JA602J：左側）
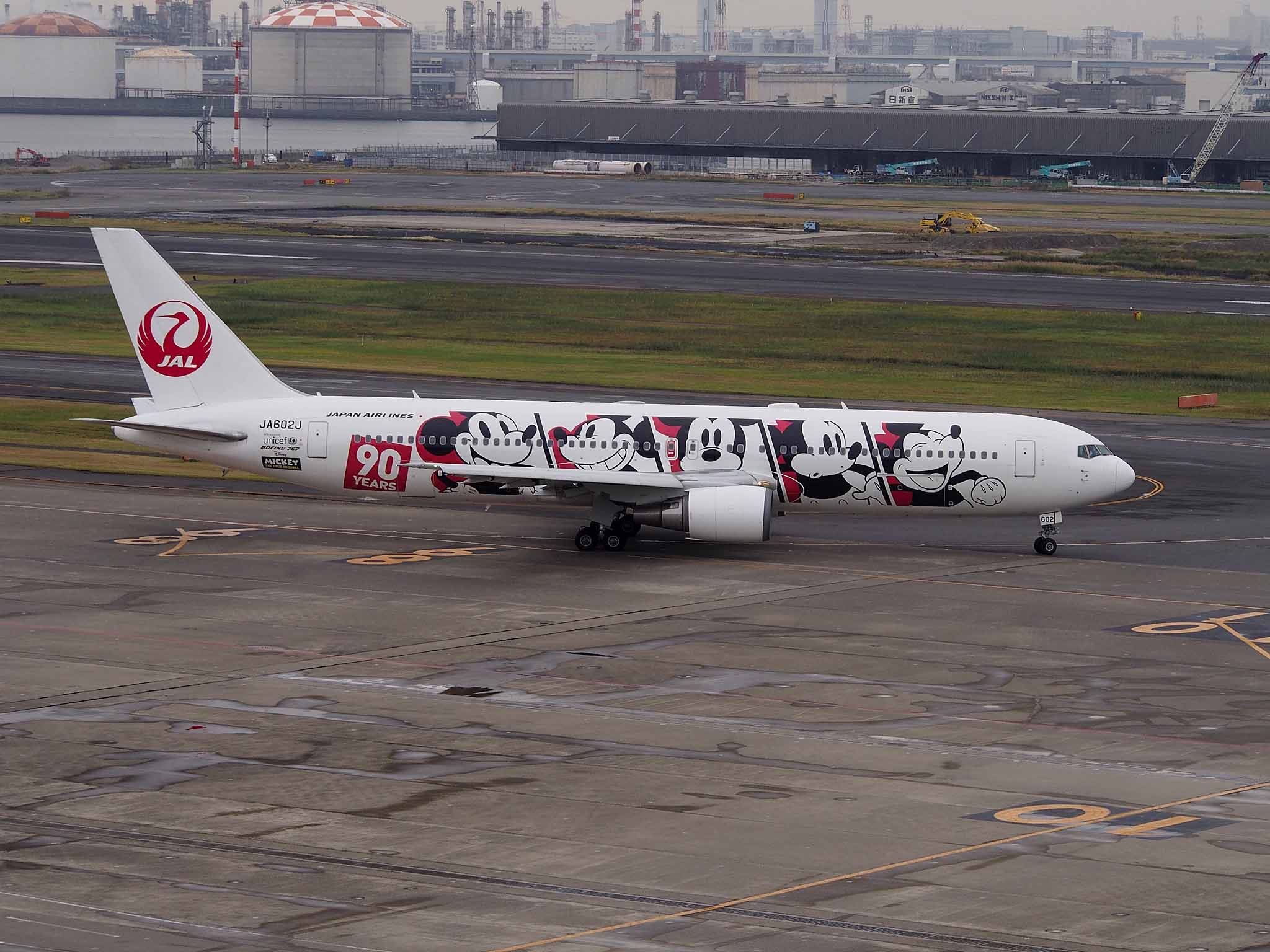
JALドリームエクスプレス90 B767-300（JA602J：右側）

## JALドリームエクスプレス ファンタジア80
映画『ファンタジア』公開80周年を記念して2020年に登場。1機のボーイング767-300ERに施され、11月18日より2022年2月まで国内線に就航した。今回は魔法使いの弟子の姿をしたミッキーマウスと、ミッキーが羽織るローブのカラーがあしらわれ、ミニーマウスを含めた他のディズニーキャラクターは描かれなかった。
- ボーイング767-346ER：JA622J

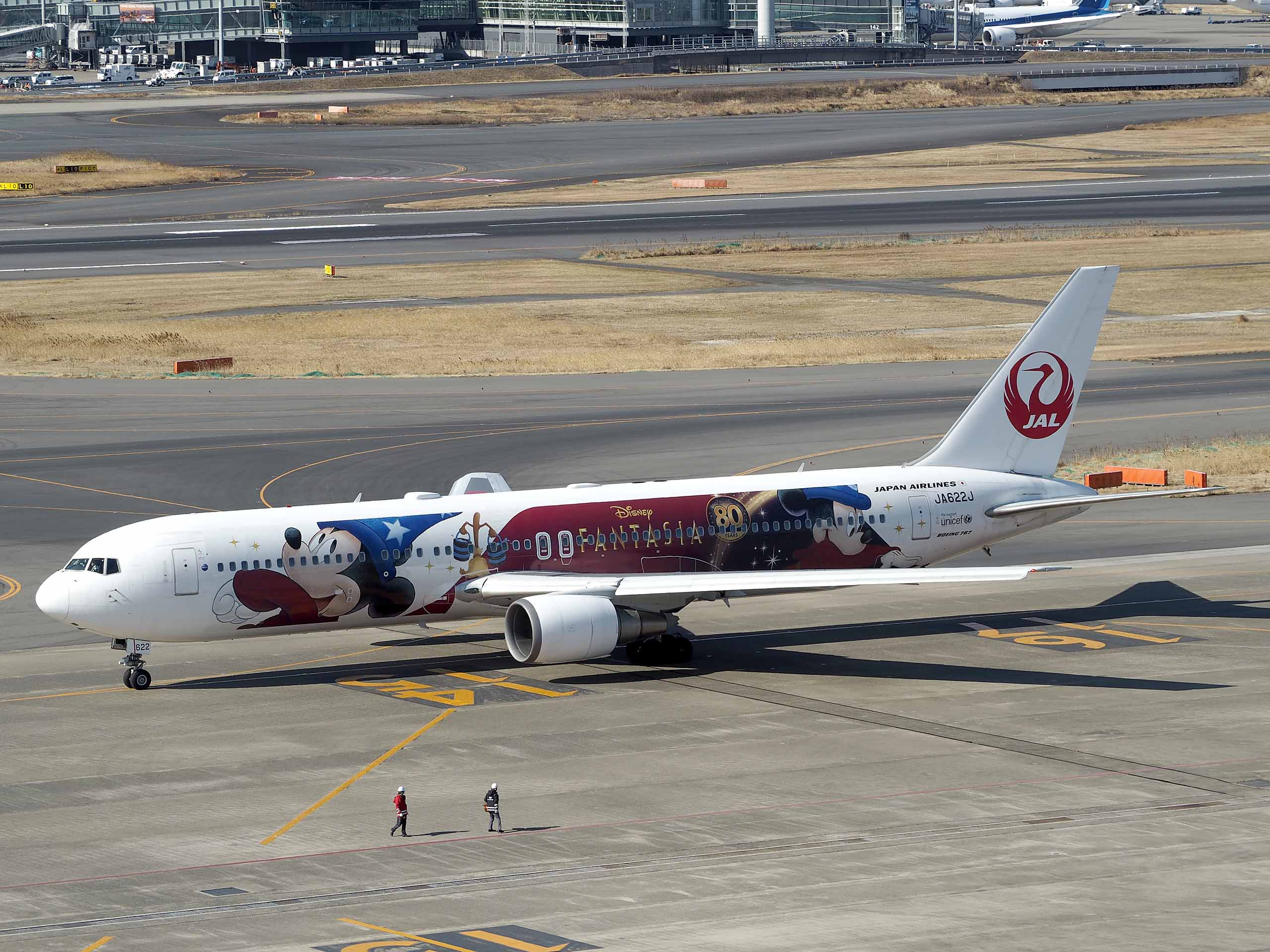
JALドリームエクスプレス ファンタジア80 B767-300（JA622J：左側）
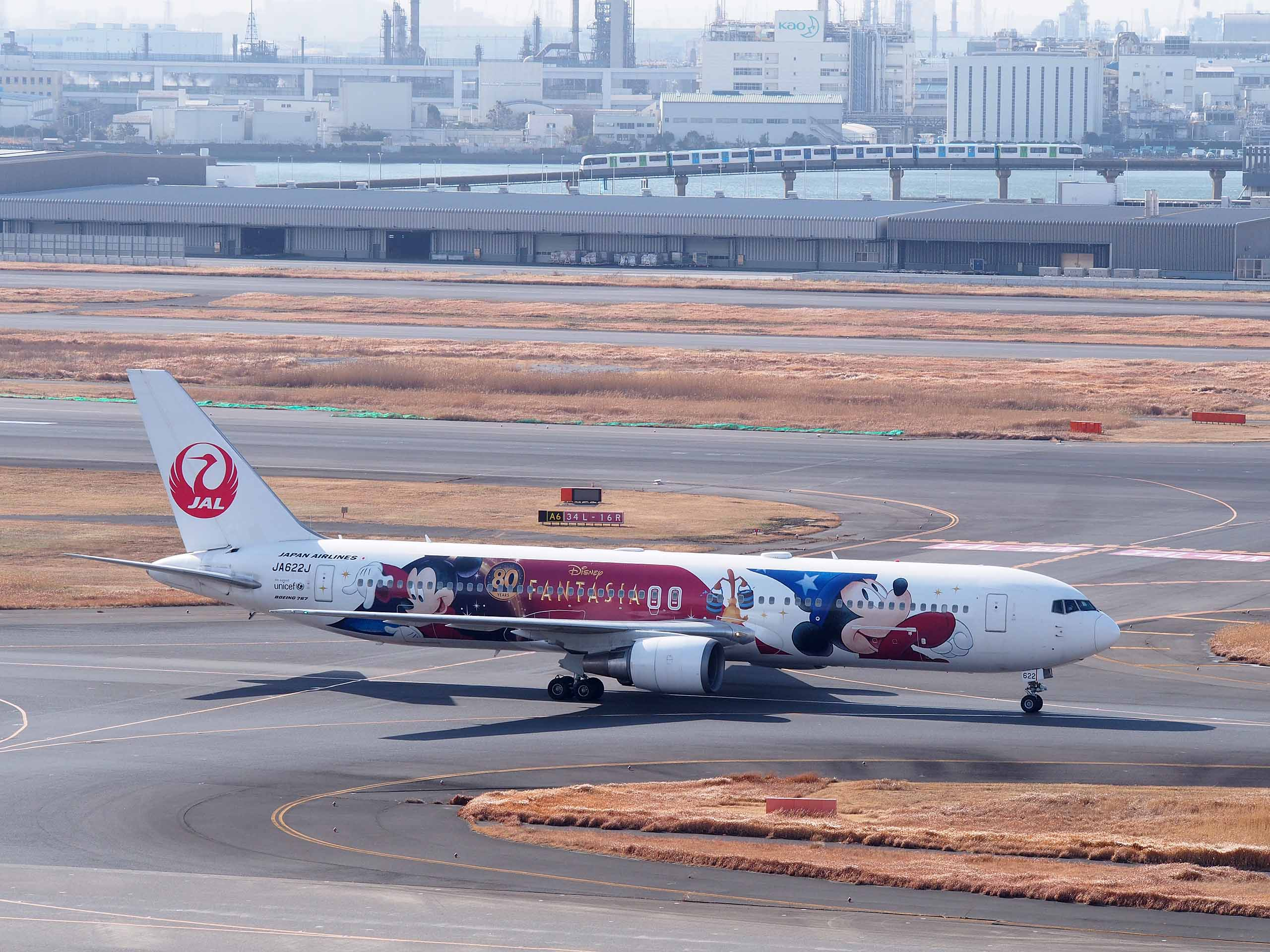
JALドリームエクスプレス ファンタジア80 B767-300（JA622J：右側）

## JALドリームエクスプレス ディズニー100
ウォルト・ディズニー・カンパニー創立100周年を記念して2022年に登場。1機のボーイング767-300ERに施され、12月6日より2024年2月まで国内線に就航した。今回は「きらり色journey～ひとりひとりが持つ煌めきの色で新しい旅の物語を彩ろう～」のコンセプトに基づいて、機体にはミッキーマウスやミニーマウスに加え、「アナと雪の女王」エルサや「リトル・マーメイド」アリエル、「アラジン」ジャスミン、ピクサー作品からも「トイ・ストーリー」ウッディ、「リロ&スティッチ」スティッチが描かれる。本機の就航期間中の2023年は東京ディズニーランドが開園40周年を迎える。
- ボーイング767-346ER：JA615J

JALドリームエクスプレス ディズニー100 B767-300（JA615J：左側）
JALドリームエクスプレス ディズニー100 B767-300（JA615J：右側）

## JALカラフルドリームズエクスプレス
東京ディズニーリゾート開園40周年を記念して2023年に登場。1機のボーイング767-300ERに施され、6月9日より2024年4月まで国内線に就航した。機体には東京ディズニーリゾート40周年の特別な衣装を着たミッキーマウスと仲間たちを中心に、40周年記念ロゴやガーランド、東京ディズニーランドを代表するシンデレラ城や東京ディズニーシーを代表するプロメテウス火山をあしらった。
- ボーイング767-346ER：JA614J

JALカラフルドリームズエクスプレス B767-300（JA614J：左側）
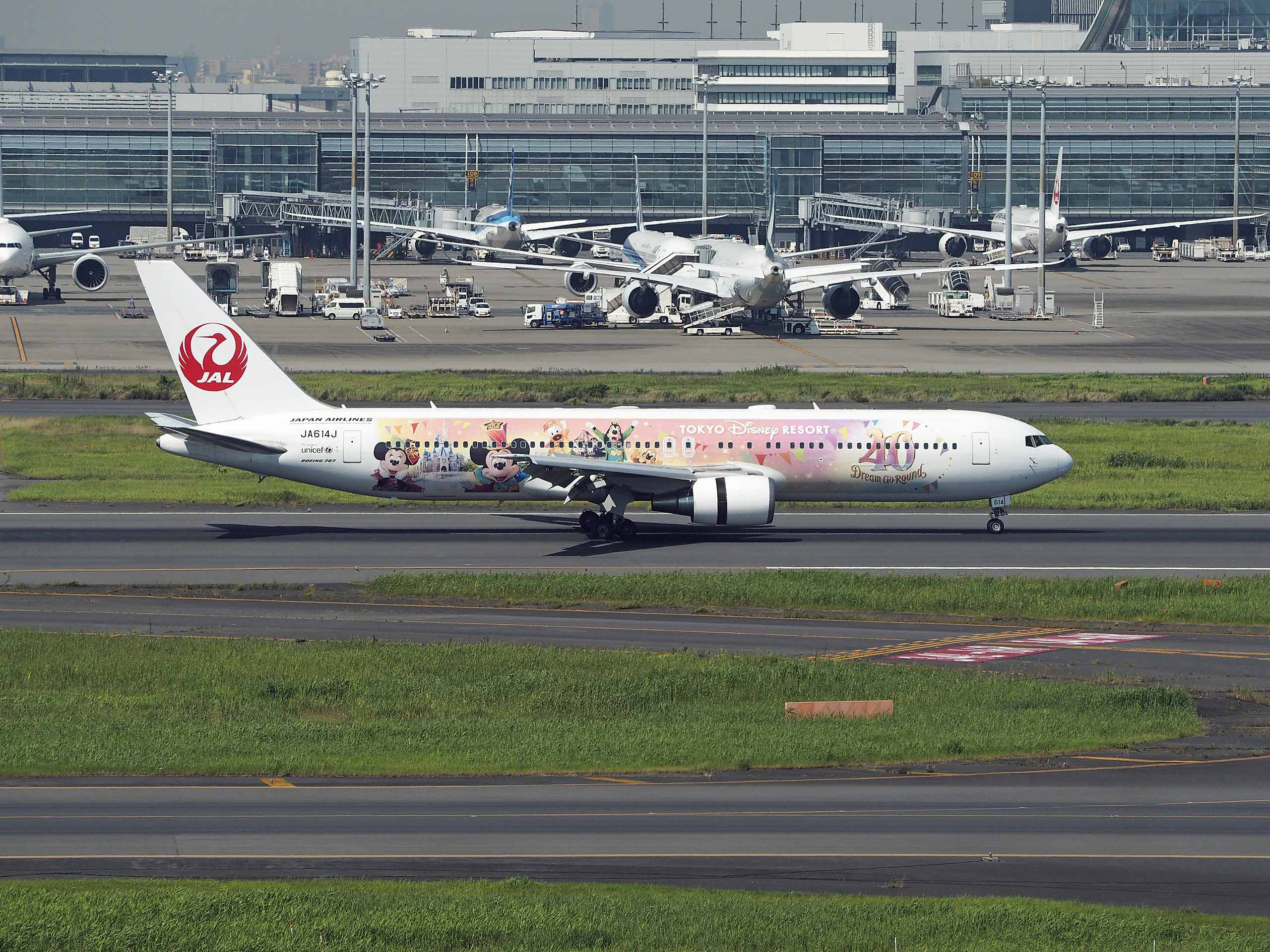
JALカラフルドリームズエクスプレス B767-300（JA614J：右側）

## JALファンタスティックジャーニーエクスプレス
東京ディズニーシー8つ目のテーマポート「ファンタジースプリングス」をテーマに2024年に登場。1機のボーイング767-300ERに施され、10月21日より2025年11月頃までの予定で国内線に就航する
。機体にはアナやエルサ、ラプンツェル、ピーターパンが描かれる。本機の就航期間中の2024年は初代ドリームエクスプレス就航から30周年を迎える。
- ボーイング767-346ER：JA622J

JALファンタスティックジャーニーエクスプレス B767-300（JA622J：左側）

## 備考
該当機について
- 就航期間中は座席のヘッドレストカバーや飲料用の紙コップにオリジナルデザインが施された。
- 初代「ドリームエクスプレス」のボーイング767-346は、日本航空向けの767のうちエンジンがプラット・アンド・ホイットニー製JT9D系からゼネラル・エレクトリック製CF6系に切り替えられた最初のロットである。
- JA8170はエンジンはJT9D-7Aを装着するがアッパーデッキ（2階席）が長い特別仕様で、747-146B-SUDという型式を持つ。1999年にはGLAYの特別塗装機「GLAY JUMBO」にもなった。
- FRIENDS号だったJA8908は2000年に、同年開催されたシドニーオリンピックの日本選手団を応援するステッカーが貼られて運航された。またドリームエクスプレス21が終了した2002年には一度標準塗装に戻されたあと、その年に日本と韓国で共同開催された2002 FIFAワールドカップ特別塗装機を務めた。
- SWEET号だったJA8904は1996年には予約電話番号がフリーダイヤルとなったことをPRするために、胴体左側に国内線、右側に国際線の予約電話番号を記入して運航された。また「ドリームエクスプレス21」化前の2001年1月には、同社のマクドネル・ダグラス DC-10(JA8546)と焼津市上空でニアミスを起こしていた。
- FAMILY号だったJA8083は、1991年に製造された日本航空向け747-400Dの初号機である。
- 国際線用のTokyo DisneySea号だったJA8912は性能的には通常の747-400であるが、装備上の理由により短中距離仕様とされている3機のうちの1機である。また1994年の関西国際空港開港時には、伊丹空港発の国際線最終便～グアム～関西国際空港到着1番機のイベントフライトに使用された。
- SWEET号だったJA8904と国内線用のTokyo DisneySea号だったJA8905は2007年7月13日から始まる「JAL夏休み家族のスマイルキャンペーン」に合わせ「たまごっちジェット2007」となった。
- ハピネスエクスプレス1号機のJA8985は1996年にスタージェットの「プロキオン号」を、2011年には「JAL怪物くんジェット」を務めた。また2014年2月にはハピネスエクスプレスとしての運航を終え、サッカー日本代表応援の特別塗装機「SAMURAI BLUE 応援ジェット」を務めている。
- ハピネスエクスプレス2号機のJA772Jは2011年に「JAL嵐ジェット」を、2012年にサマンサタバサとのタイアップ機 "JAL x Samantha Thavasa Jet"を務めた。
- ドリームエクスプレス90のJA602JとセレブレーションエクスプレスのJA612Jは旧塗装「太陽のアーク」時代、JALカラフルドリームズエクスプレスのJA614Jは現行の鶴丸塗装時代に観光庁の訪日観光に関する海外市場向けキャッチフレーズ"Japan. Endless Discovery."ロゴが貼られていた。
- ドリームエクスプレス ファンタジア80のJA622Jは2016年から2017年までドラえもんジェットを務めた。また2024年にはファンタスティックジャーニーエクスプレスに起用された。
- ドリームエクスプレス ディズニー100のJA615Jは2012年に "JAL x Samantha Thavasa Jet"を務め、2018年にはNHKの大河ドラマ「西郷どん」のマーキングが施された。

関連事項
- 東京空港交通の貸切バスのうち、ジャルツアーズ（当時、現在のジャルパック）主催の東京ディズニーリゾート関連ツアー参加者専用バス「マジカルファンタジー」号（現・JALハピネスライナー）に使用された三菱自動車工業（現・三菱ふそうトラック・バス）・エアロクィーンは2001年にFRIENDS号と同じデザインのラッピングフィルムで装飾された。2002年には使用車両がUDトラックス（旧:日産ディーゼル）・ユーロツアーに置き換えられ、その年のラッピングフィルムは東京ディズニーシー号と同じデザインを採用した。
- 全日本空輸(ANA)は「ドリームエクスプレス21」が登場した2001年にユニバーサル・スタジオ・ジャパン(USJ)のオフィシャルエアラインを務めることを表明し、ウッディー・ウッドペッカーの特別塗装機（ボーイング767-381,JA8357：元ポケモンジェット）を登場させた。1993年にデビューしたマリンジャンボの存在も初代ドリームエクスプレスのデビューに影響を与えている。

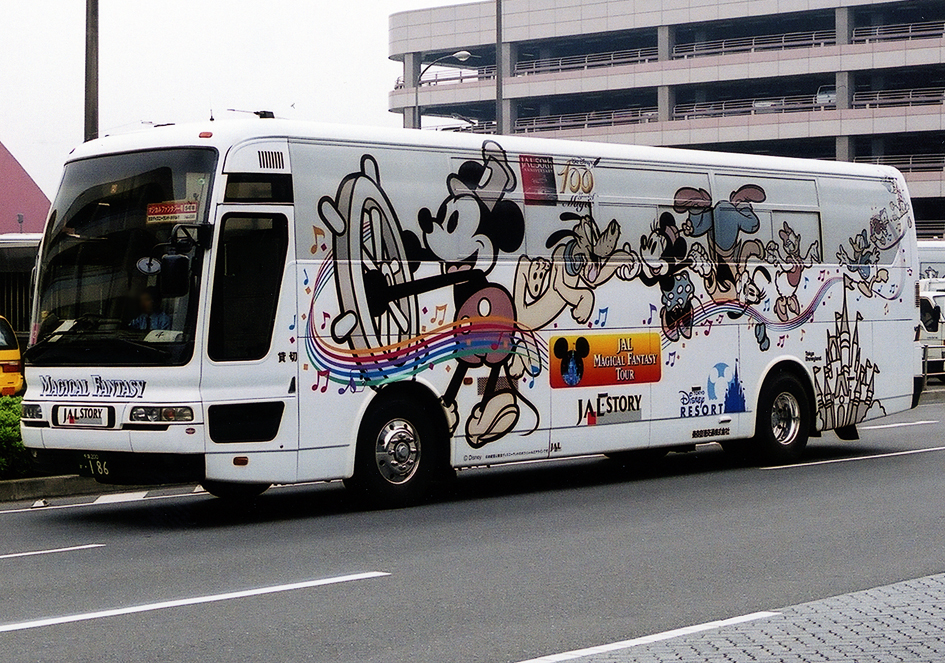
東京空港交通「マジカルファンタジー号」（2001年バージョン）
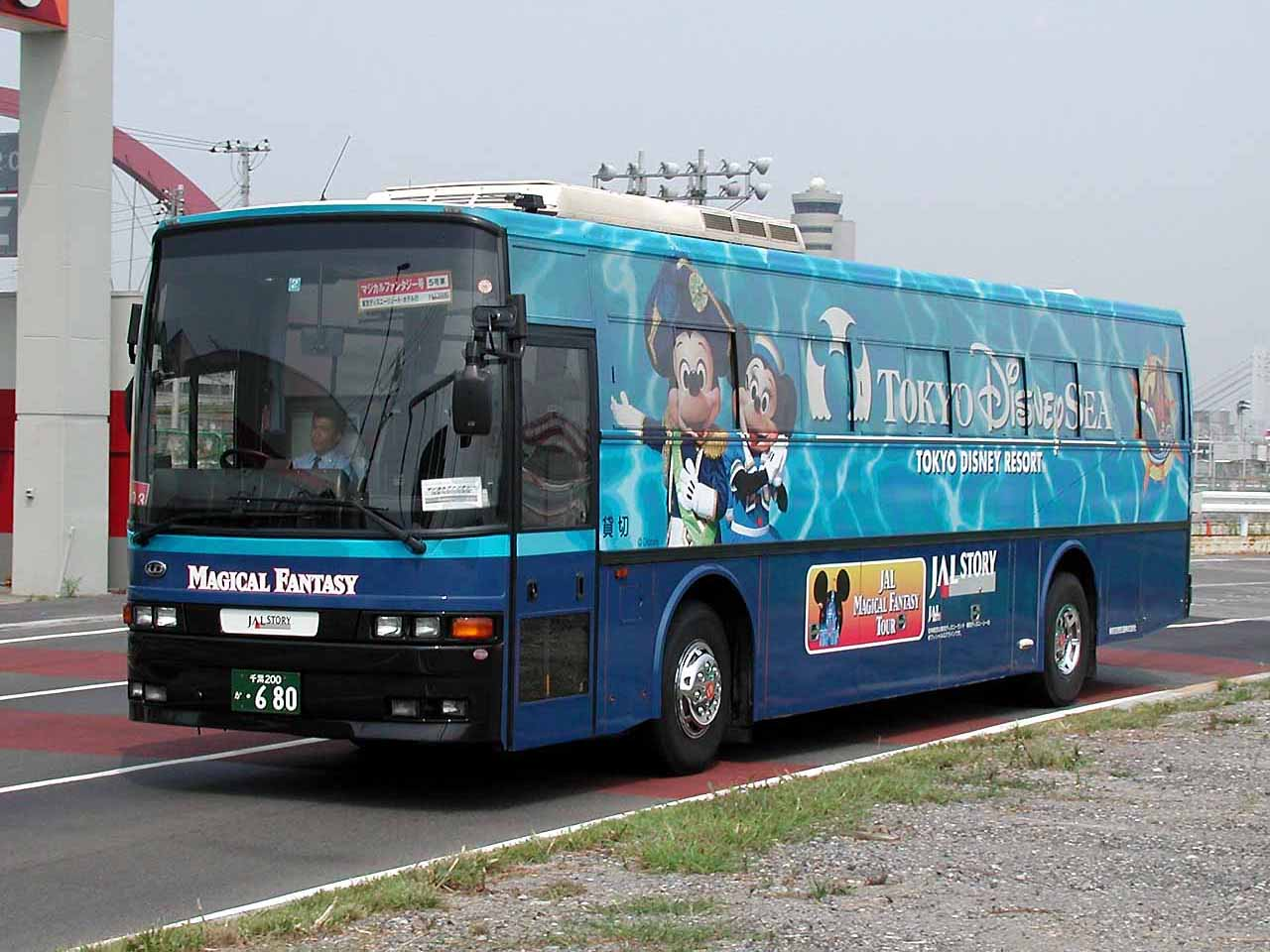
同（2002年バージョン）